# Apinac
Apinac est une commune française située dans le département de la Loire en région Auvergne-Rhône-Alpes, et faisant partie de Loire Forez Agglomération.

## Géographie

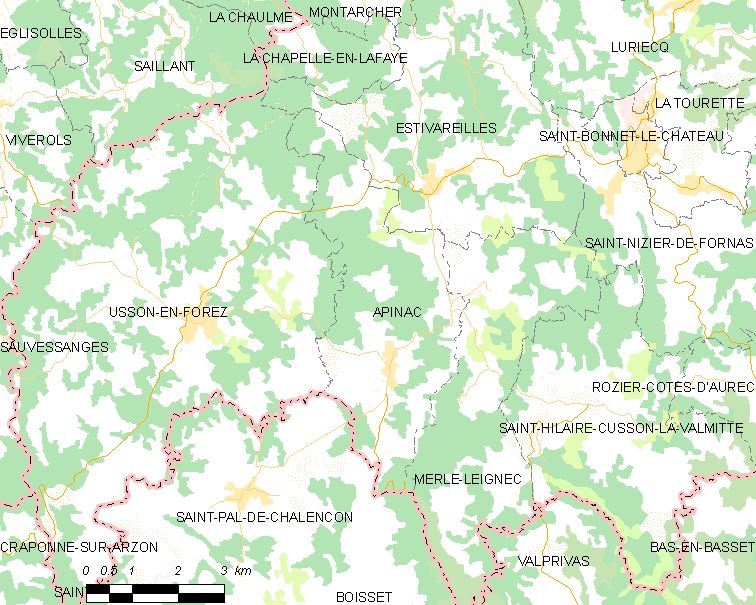
Localisation du village et des communes aux alentours

|                | Estivareilles                      |               |
| Usson-en-Forez | Apinac                             | Merle-Leignec |
|                | Saint-Pal-de-Chalencon Haute-Loire |               |

Apinac se trouve à l'extrême sud-ouest du département de la Loire, entre Usson-en-Forez, à l'ouest, Estivareilles, au nord, et Saint-Hilaire-Cusson-la-Valmitte, à l'est. Par sa localisation, Apinac fait partie du Forez.

### Climat
Pour des articles plus généraux, voir Climat d'Auvergne-Rhône-Alpes et Climat de la Loire.
En 2010, le climat de la commune est de type climat des marges montargnardes, selon une étude du Centre national de la recherche scientifique s'appuyant sur une série de données couvrant la période 1971-2000. En 2020, Météo-France publie une typologie des climats de la France métropolitaine dans laquelle la commune est exposée à un climat de montagne ou de marges de montagne et est dans la région climatique Nord-est du Massif Central, caractérisée par une pluviométrie annuelle de 800 à 1 200 mm, bien répartie dans l’année.
Pour la période 1971-2000, la température annuelle moyenne est de 8,4 °C, avec une amplitude thermique annuelle de 15,9 °C. Le cumul annuel moyen de précipitations est de 821 mm, avec 8,6 jours de précipitations en janvier et 6,9 jours en juillet. Pour la période 1991-2020, la température moyenne annuelle observée sur la station météorologique de Météo-France la plus proche, « Saint-Bonnet-le-Chateau_sapc », sur la commune de Saint-Bonnet-le-Château à 7 km à vol d'oiseau, est de 10,1 °C et le cumul annuel moyen de précipitations est de 851,5 mm,. Pour l'avenir, les paramètres climatiques de la commune estimés pour 2050 selon différents scénarios d'émission de gaz à effet de serre sont consultables sur un site dédié publié par Météo-France en novembre 2022.

## Urbanisme

### Typologie
Au 1er janvier 2024, Apinac est catégorisée commune rurale à habitat très dispersé, selon la nouvelle grille communale de densité à sept niveaux définie par l'Insee en 2022.
Elle est située hors unité urbaine et hors attraction des villes,.

### Occupation des sols
L'occupation des sols de la commune, telle qu'elle ressort de la base de données européenne d’occupation biophysique des sols Corine Land Cover (CLC), est marquée par l'importance des forêts et milieux semi-naturels (49,2 % en 2018), une proportion sensiblement équivalente à celle de 1990 (49,7 %). La répartition détaillée en 2018 est la suivante :
forêts (46,9 %), prairies (29,5 %), zones agricoles hétérogènes (19,5 %), milieux à végétation arbustive ou herbacée (2,3 %), zones urbanisées (1,8 %). L'évolution de l’occupation des sols de la commune et de ses infrastructures peut être observée sur les différentes représentations cartographiques du territoire : la carte de Cassini (XVIIIe siècle), la carte d'état-major (1820-1866) et les cartes ou photos aériennes de l'IGN pour la période actuelle (1950 à aujourd'hui).

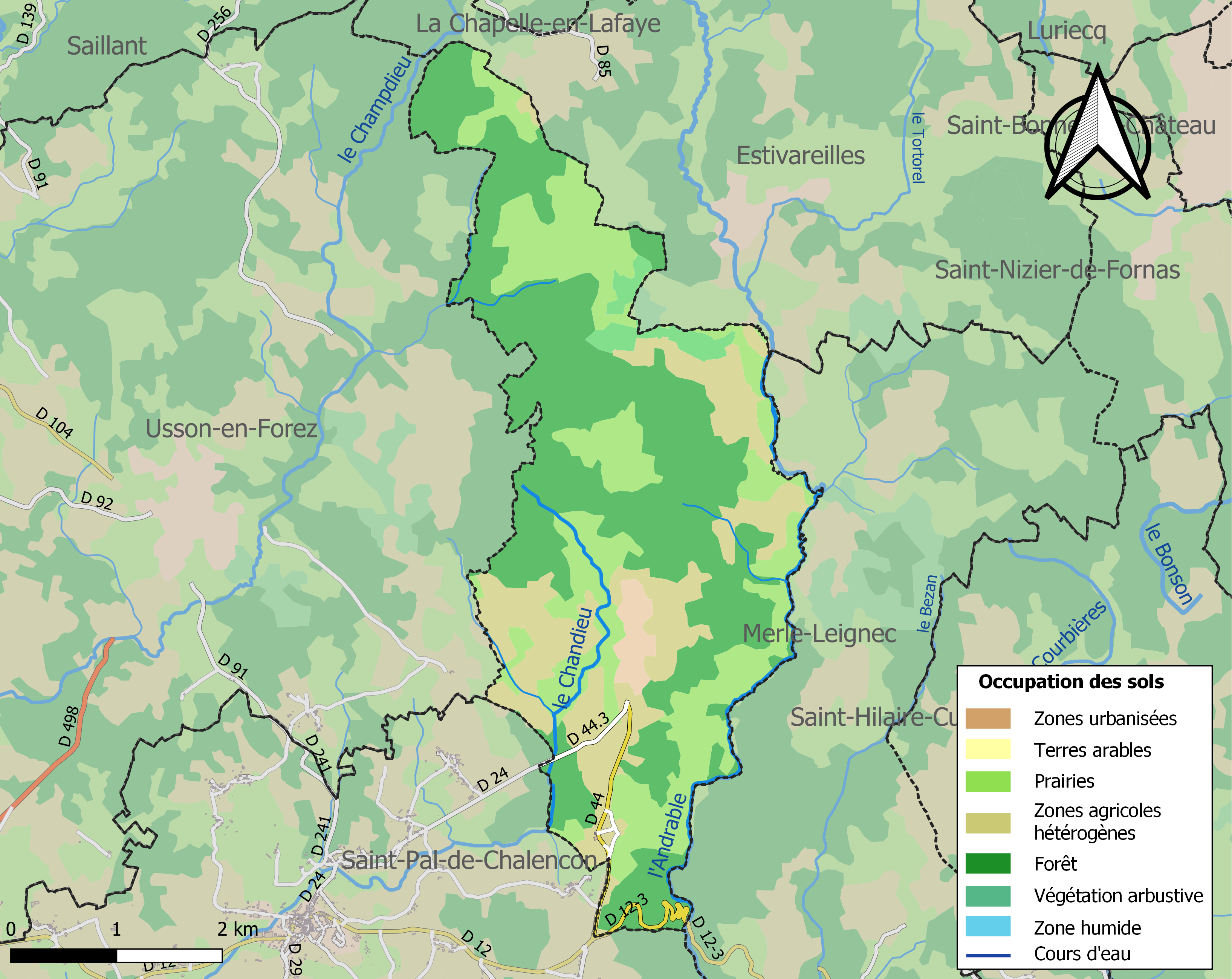
Carte des infrastructures et de l'occupation des sols de la commune en 2018 (CLC).

### Logement
Avec une superficie de 15,4 km2 et une population de 397 habitants (en 2020), la densité de population à Apinac est de 25,9 habitants aukm2.
En 2020, le commune comportait 343 logements dont 57,4 % sont des résidences principales, 37,4 % sont des résidences secondaires et des logements occasionnels et 5,2 % des logements vacants.
93,5 % sont des maisons et 5,7 % des appartements.
Parmi les résidences principales, 79,7 %, sont occupées par des propriétaires.

## Toponymie
Apinac en occitan. En effet bien que situé au sud du Forez, Apinac est une commune du domaine linguistique de l'occitan et non du francoprovençal, bien que le parler en question, le dialecte vivaro-alpin soit influencé par ce dernier.

## Histoire
La voie Bolène, voir antique importante reliant Lyon à l'Aquitaine, passait au hameau le Crozet,,
à la pointe nord de la commune. La carte IGN (voir Institut national de l'information géographique et forestière) montre encore le chemin qu'elle suivait vers le sud-ouest, en direction du hameau de Chalanconnet sur Usson-en-Forez. Elle quitte la commune à l'endroit où elle rejoint d'actuel « GR 765 Ouest ».

## Politique et administration

### Liste des maires
| Période                                  | Période  | Identité                    | Étiquette     | Qualité |
| ---------------------------------------- | -------- | --------------------------- | ------------- | ------- |
| Les données manquantes sont à compléter. |          |                             |               |         |
| 1945                                     | 1971     | Claudius Vignal             |               |         |
| 1971                                     | 1989     | Jean Gagnaire               |               |         |
| 1989                                     | 1991     | Jean-Marie Ollier           |               |         |
| 1991                                     | 2001     | Louis Giraudon (1941-†2014) |               |         |
| 2001                                     | 2008     | Pierre Gagnaire             | Divers gauche |         |
| 2008                                     | 2009     | Philippe Bransiet           |               |         |
| 2009                                     | 2014     | Jean-Charles Tinivella      |               |         |
| 2014                                     | 2017     | Marie Meley                 |               |         |
| 2017                                     | mai 2020 | Pierre Carré                |               |         |
| mai 2020                                 | En cours | Simone Christin-Lafond      |               | .       |

Apinac faisait partie de la communauté de communes du Pays de Saint-Bonnet-le-Château de 1996 à 2016 puis a intégré Loire Forez Agglomération.

## Population et société

### Démographie
Les habitants sont nommés les Apinaquois.
L'évolution du nombre d'habitants est connue à travers les recensements de la population effectués dans la commune depuis 1793. Pour les communes de moins de 10 000 habitants, une enquête de recensement portant sur toute la population est réalisée tous les cinq ans, les populations de référence des années intermédiaires étant quant à elles estimées par interpolation ou extrapolation. Pour la commune, le premier recensement exhaustif entrant dans le cadre du nouveau dispositif a été réalisé en 2007.

En 2022, la commune comptait 424 habitants, en évolution de +1,19 % par rapport à 2016 (Loire : +1,32 %, France hors Mayotte : +2,11 %).
| 1793 | 1800 | 1806 | 1821  | 1831  | 1836  | 1841  | 1846  | 1851  |
| ---- | ---- | ---- | ----- | ----- | ----- | ----- | ----- | ----- |
| 796  | 764  | 957  | 1 002 | 1 039 | 1 101 | 1 120 | 1 255 | 1 008 |

| 1856  | 1861  | 1866  | 1872  | 1876  | 1881 | 1886  | 1891 | 1896 |
| ----- | ----- | ----- | ----- | ----- | ---- | ----- | ---- | ---- |
| 1 043 | 1 003 | 1 060 | 1 024 | 1 028 | 974  | 1 000 | 903  | 952  |

| 1901 | 1906 | 1911 | 1921 | 1926 | 1931 | 1936 | 1946 | 1954 |
| ---- | ---- | ---- | ---- | ---- | ---- | ---- | ---- | ---- |
| 947  | 896  | 762  | 715  | 702  | 692  | 651  | 625  | 480  |

| 1962 | 1968 | 1975 | 1982 | 1990 | 1999 | 2006 | 2007 | 2012 |
| ---- | ---- | ---- | ---- | ---- | ---- | ---- | ---- | ---- |
| 485  | 416  | 393  | 354  | 330  | 304  | 362  | 370  | 418  |

| 2017 | 2022 | - | - | - | - | - | - | - |
| ---- | ---- | - | - | - | - | - | - | - |
| 416  | 424  | - | - | - | - | - | - | - |

### Économie & Emploi
La médiane du revenu de la commune est de 19 820 euros
En 2020, le taux de chômage de la commune est de 11,3 % de le population active. Chez les jeunes de 15 à 24 ans le taux de chômage est alors de 30,6 %. Parmi les actifs disposant d'un travail 53,8 % sont des salariés.

### Enseignement
Aucune école n’est située sur la commune. Les enfants apinacois sont accueillis à l’école publique d’Estivareilles jusqu’au CM2, puis au collège de Saint Bonnet le Château. Ils peuvent y être conduits par transport scolaire.

### Sports et loisirs
Course de côte de Cacharat,,, remportée par Jean-Luc Thérier en 1972.
Centre de séjour et de loisirs : centre d'accueil permanent d'Apinac ouvert toute l'année.

## Culture locale et patrimoine

### Lieux et monuments
- L'église Saint-Jean-Baptiste. Elle est inscrite à l'Inventaire général du patrimoine culturel[30].

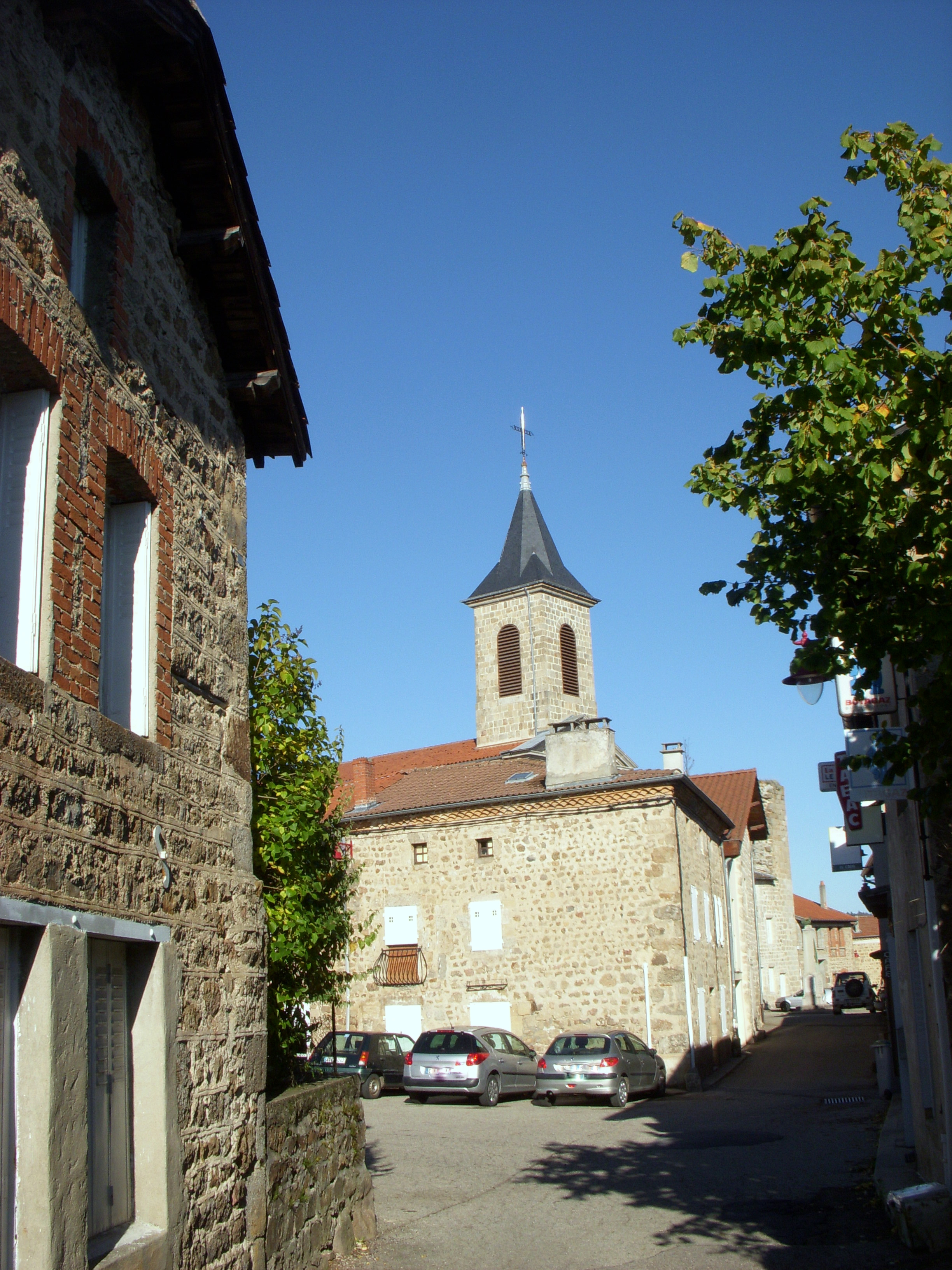
Apinac : église et place Neuve.
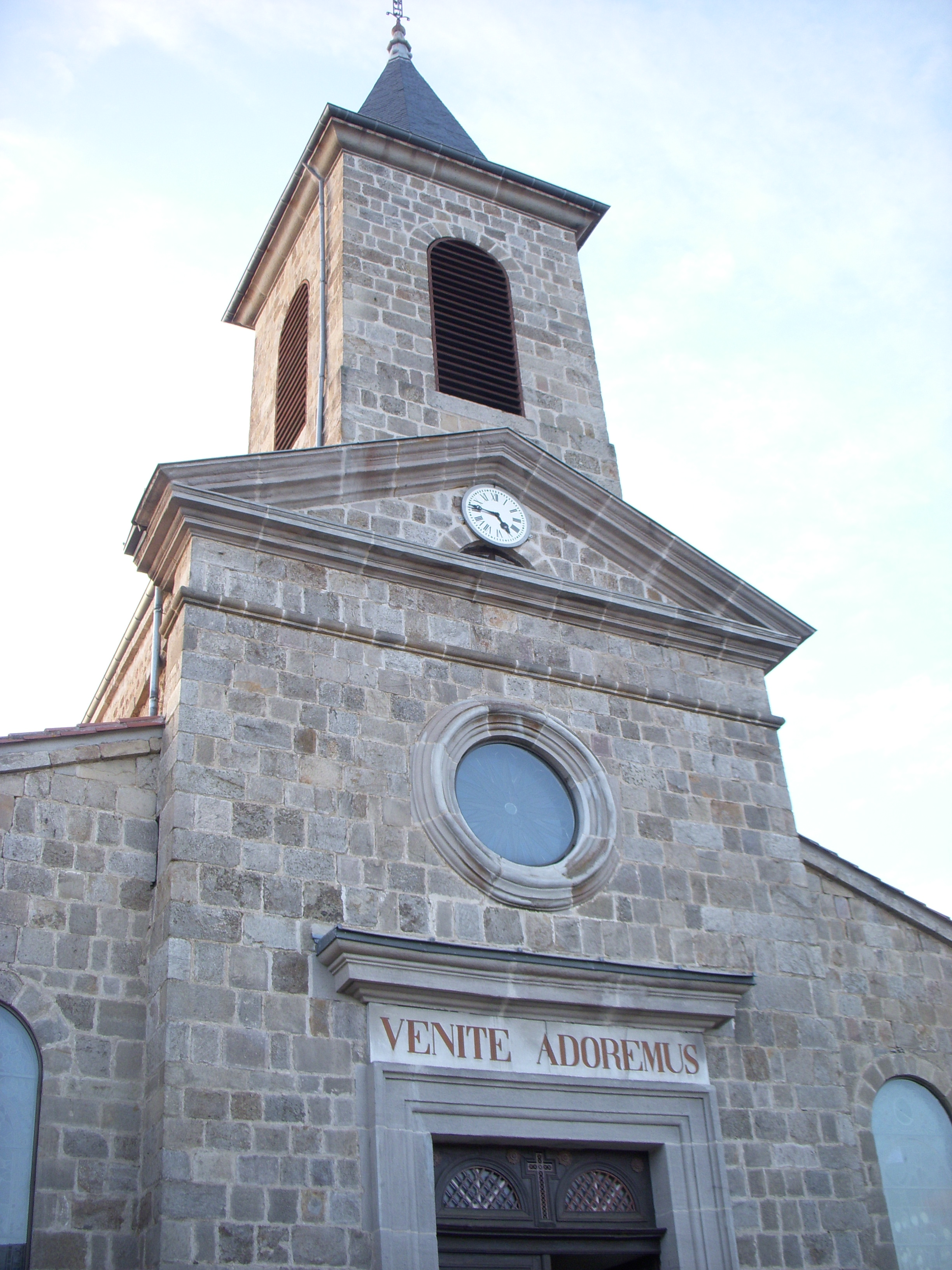
Église d'Apinac.
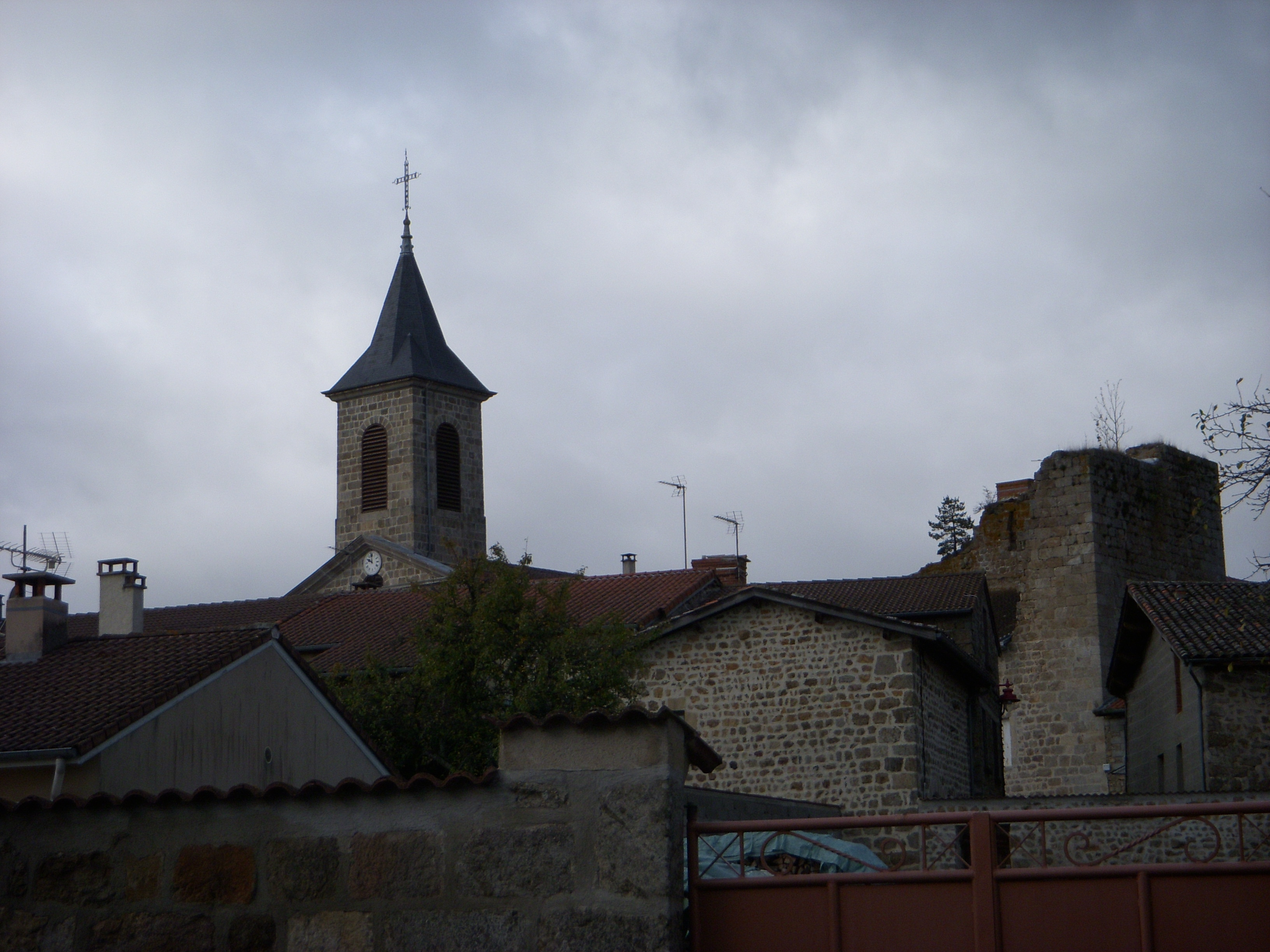
Église et reste du château d'Apinac.

- L'église avec ses dix vitraux du XIXe siècle.

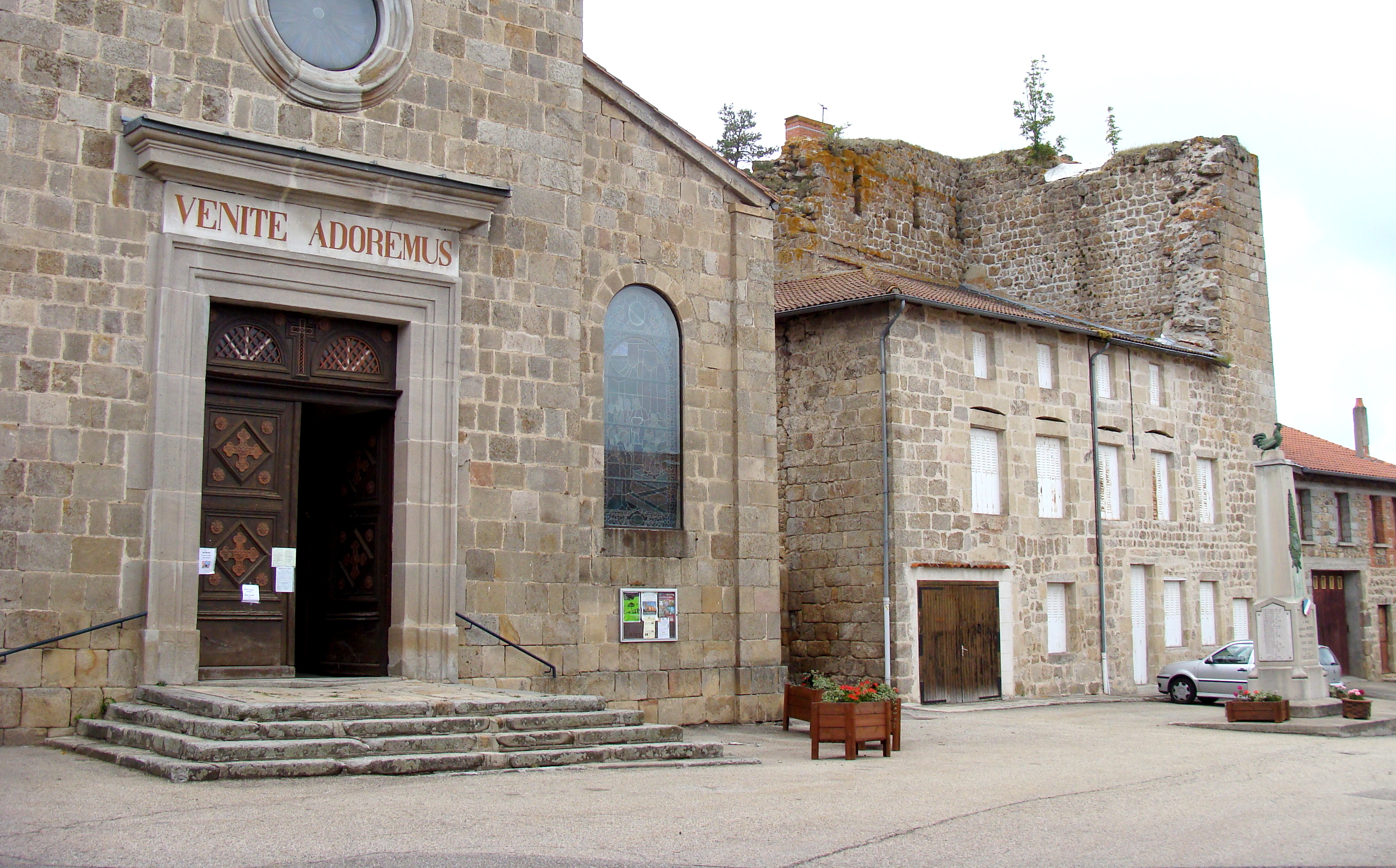
Place de l'Église et monument aux morts.

- Le monument aux morts surmonté d'un coq.
- Le moulin de Vignal, ancien moulin fonctionnant à l'énergie hydraulique, qui présente trois particularités intéressantes :
  - il utilisait tous les types de roues connus ;
  - il n'a pas été modernisé ;
  - on y assurait trois productions différentes, celles de la farine, de l'huile et du trèfle.

Les dix vitraux de l'église d'Apinac
| La Sainte Famille                 | Le martyre de saint Jean le Baptiste | Les parents (sainte Anne et saint Joachim) de la Vierge Marie | Saint Vincent de Paul | Adoration des Mages |
| Les vitraux de l'église d'Apinac. |                                      |                                                               |                       |                     |

| Sainte Thérèse de Lisieux |

|  | Le baptême de Clovis |  | L'annoncitation |

| Les vitraux de l'église d'Apinac. |

### Personnalités liées à la commune
- Pierre de Saint-Priest d'Épinac (1540-1599), archevêque, diplomate, né à Apinac.
- Mathieu Bransiet, en religion frère Philippe Bransiet (1792-1874), supérieur général des Frères des écoles chrétiennes, y est né. Il est représenté sur l'un des vitraux de l'église, agenouillé devant le pape[31].
- Pierre Gagnaire (1950), grand chef cuisinier français, y est né.

### Héraldique
|  | Les armoiries d'Apinac comportent les armes de la famille d'Espinac, qui furent seigneur du lieu. Elles se blasonnent ainsi : de sable à l'écusson d'argent chargé d'un lion de gueules, accompagné de huit besants d'or, quatre sur chaque flanc, rangés en pal. |